# 이승규 (1961년)
이승규(1961년 ~ )은 대한민국의 벤처기업인이다.

## 인물
쌍용양회공업 중앙연구소에서 환경자원사업팀장으로 재직중, 당시 새로운 단백질 전달체(PTD)를 개발한 연세대학교 생명공학부 교수인 형 이상규와 함께 2000년 10월 바이오벤처기업인 포휴먼텍을 설립했다. 이 후 신약개발 등에 힘을 쏟고 있다.

## 학력
- 연세대학교 공과대학 산업공학과 학사
- 연세대학교 대학원 공학석사
- 연세대학교 대학원 공학박사(1993년)

## 주요경력
- 2001~2002년 인하대학교 전임강사
- 2000년 ~ 현 포휴먼텍 대표이사
- 2006년 산업자원부 중기거점 과제 고분자사업단 단장
- 2006년 면역학회 재무부 위원장
- 2002년 한국바이오벤처협회 편집간사
- 1995년-2000년 쌍용양회공업㈜ 중앙연구소 환경자원사업팀 책임연구원
- 1994년-1995년 일본 동경공업대학교 객원연구원(한국과학재단지원)
- 1993년~2002년 한양대학교 겸임교수

## 가족
- 아버지 이정식(李廷植):서원대학교총장, 제9, 10대 국회의원
- 형 이상규: 연세대학교 생명공학부 교수, 포휴먼텍 최고기술이사